# Gnophos variegata
Gnophos variegata là một loài bướm đêm trong họ Geometridae.